# 結城りな
結城 りな（ゆうき りな、2003年4月9日 - ）は、日本のアイドル、歌手、女優、タレントであり、女性アイドルグループ ukkaのメンバー。東京都出身。スターダストプロモーションSTAR PLANET所属。ヤンヤンガールズ15期生。 

## 略歴
2021年9月25日、女性アイドルグループukkaに「Brand New ukka！〜令和のシンデレラ誕生！？〜」オーディションを経て新メンバーとして葵るりと共に加入（当時高校3年生）。11月23日、ワンマンライブ「ukka New Style LIVE2021 WHEEL of FORTUNE」にて初パフォーマンスを披露した。
2022年4月、大学に進学し心理学を専攻する。8月、動画配信アプリ「スタコミュ」にて自らが企画するラジオ番組『リナイトジャパン』を開始する。10月6日 - 12月22日、『SHAKE UP WALLOP』（WALLOP放送局）に出演、毎週木曜日のレギュラーを務めた。
2023年2月、第1回スタコミュAWARDのベストクリエイター部門に『リナイトジャパン』がノミネートされた。4月22日深夜、『オレたちゴチャ・まぜっ!〜集まれヤンヤン〜』（MBSラジオ）に「ヤンヤンガールズ15期生」として出演を開始、2024年4月までの1年間レギュラー出演した。2024年6月3日、初の生誕ソロライブ「”What is ”」を開催した。
2024年2月からテレ朝動画『川上アキラのひとりふんどしGirl』毎月第1週メインMCを2024年10月まで務めた。2024年4月、ソロファンイベント 1日ukka体験を開催。6月、舞台『くちびるに歌』に松尾マナミ 役として出演した。2024年10月7日に出場した「SASUKEアイドル予選会」で総合2位の成績を収め、2025年1月13日放送の『KUNOICHI』（TBS系）に出場した。2024年11月、STARDUST PARTY 2024に出演し、MBTI別ユニット（ISTJ管理者型）としてソロで「DREAMER」（TEAM SHACHI）を、選抜ユニット「スタパ待つことが苦手組。」として「待つことが苦手になりました」（2024年11月24日配信）を披露した。2024年12月11日、ボカロ楽曲「心拍数#0822」（蝶々P）をソロカバーしたImgramox Music『心拍数#0822 covered by 結城りな（ukka）』をリリースした。
2025年4月、舞台『あの空はキミの中〜Play ball, never cry!〜』に乃々果 役として出演した。4月12日、ソロライブ「Wonder」と結城りなプロデュースのukkaライブ「音楽」を開催。7月9日、TEAM ROCKとして茜空と結成したユニット「MystiE（ミスティー）」の配信シングル『Candy rock Girl（キャンディーロックガール）』がリリースされた。

## 人物

### スポーツ
特技はロンダート、ハンドスプリング、テニスなど運動系、ピアノ。小学校では男女合わせて1番足が速かった
。中学校では3年間ずっと硬式テニス部に入り、朝練に全部行っていて、練習時間が終わった後も残って練習するほど真剣に取り組んでいた。高校では部活でヒップホップなどのダンスをしていた。
2024年10月7日に開催された「SASUKEアイドル予選会」に出場しビーチフラッグス種目で優勝するなど総合2位の成績を収め、2025年1月13日放送のTBS系『KUNOICHI』に出場した。
趣味の一つは、バレーボール観戦。Vリーグを見に行っていて、NECレッドロケッツの選手として2024年まで活躍し日本代表にも選ばれた古賀紗理那が推し。部屋に古賀選手のタオルとうちわを飾っている。

### タレント
小学生の頃からももいろクローバーZに憧れている。趣味の一つはテレビ鑑賞。テレビドラマを見るのが好きで、好きなジャンルはラブコメ・医療系。2020年秋、女性アイドルグループ「ukka」が出演したドラマ『その恋あたためますか』を視聴したのをきっかけにukkaの音楽を聴くようになった。2021年夏、ukkaの新メンバーオーディション「Brand New ukka！〜令和のシンデレラ誕生！？〜」参加を経て、9月25日にukkaに新メンバーとして葵るりと共に加入し、高校3年生で芸能活動をスタートした。11月23日、ワンマンライブ「ukka New Style LIVE2021 WHEEL of FORTUNE」にて初パフォーマンスを披露した。
2021年秋のukka加入当初からラジオ番組『ukkaり娘の浮かれでぃお』に出演していて、2022年8月から動画配信アプリ「スタコミュ」にて自ら企画するラジオ番組『リナイトジャパン』を配信している。『リナイトジャパン』は2023年2月の第1回スタコミュAWARD「ベストクリエイター部門」、2024年夏の第2回スタコミュAWARD「スタッフから推され部門」、2025年夏の第3回スタコミュAWARD「最多配信部門」にそれぞれノミネートされた。2022年10月からWALLOP放送局の番組『SHAKE UP WALLOP』に出演し、毎週木曜日のレギュラーを2022年12月まで務めた。2023年4月からMBSラジオ『オレたちゴチャ・まぜっ!〜集まれヤンヤン〜』にヤンヤンガールズ15期生としてレギュラー出演し、トップを目指せのコーナーにおいて「なりきりインタビュー」「ことわざセクシーボイス選手権」など4回トップを獲得し、ヤンヤンガールズ総選挙で第5位にランクインした。2024年2月からテレ朝動画『ひとりふんどしGirl』にて毎月第1週メインMCを2024年10月まで務めた。
2022年4月から大学に進学し、心理学を専攻している。2024年11月に開催されたSTARDUST PARTY 2024にて、MBTI別ユニット（ISTJ管理者型）としてソロで「DREAMER」（TEAM SHACHI）を歌い上げ、選抜ユニット「待つことが苦手組。」としてパフォーマンスした。
趣味は音楽。ピアノは特技の一つで、中学2年生まで8年間習っていた。2023年6月3日、初の生誕ソロライブ「”What is ”」を開催した。2024年12月11日、ボカロ楽曲「心拍数#0822」（蝶々P）をソロカバーした『心拍数#0822 covered by 結城りな』（Imgramox Music）を配信リリースした。 2025年4月12日、自身のソロライブ「Wonder」と結城りなプロデュースのukkaライブ「音楽」を開催した。7月9日、TEAM ROCKとして結成された茜空とのユニット「MystiE（ミスティー）」の配信シングル『Candy rock Girl（キャンディーロックガール）』がリリースされた。
2023年12月5日開催の舞台イベント『東京やかんランド vol.4「新星組~幕末薬缶見廻隊~」』にお琴 役として、2024年6月の舞台『くちびるに歌』に松尾マナミ 役として、2025年4月の舞台『あの空はキミの中〜Play ball, never cry!〜』に乃々果 役として出演した。
ももいろクローバーZの百田夏菜子を特に尊敬している。2022年6月21日放送の『しおこうじ玉井詩織×坂崎幸之助のお台場フォーク村NEXT』に百田さんの推しとして出演しデュエットした。ももいろクローバーZのトーク力を尊敬しており「テレビを見ても思いますし、ライブのMCを1人でされていても、自分の味を出しつつ、お客さんと一緒に楽しんでいるのがわかるので、そういうトークをしていけたらいいなと思います」と語る。
好きな食べ物は、ハンバーグ、からあげ、ラーメン。

## 出演

### テレビ
- コアラモード.小幡康裕のガチンコスターダストプラネット #76（2022年4月26日、フジテレビNEXT） - 「プラネタリウム」(大塚愛)を歌唱[20][21]。
- しおこうじ玉井詩織×坂崎幸之助のお台場フォーク村NEXT #94 (第133夜)「まるごとれにちゃん♡ももクロ生誕祭」」(2022年6月21日、フジテレビNEXT）[22] - ももクロ生誕祭なので、百田さんの推しとして出演。
- 関内エビル（2024年1月12日、テレビ神奈川 tvk）
- KUNOICHI（2025年1月13日、TBS系）
- 小倉淳の47フォーカス（2025年6月20日、BSよしもと）

### ラジオ
- 2022年新春特番「新成人、10年後の自分と世界へ」（2022年1月2日、ラジオNIKKEI第1） - 村星りじゅ、茜空、葵るりとともに出演[23]。
- ラジオiNEWS（2022年4月14日、ラジオNIKKEI） - ukkaのメンバー 川瀬あやめ、芹澤もあ とともに、ゲスト出演[24]。
- いぎなり東北産・橘花怜のスタプラアイドルラジオ（2023年2月11日 25日、ニッポン放送）
- ラジオNIKKEI×ヤング日経 新生活で知っておきたい経済ニュース！（2023年3月25日、ラジオNIKKEI第1） - ukkaのメンバー 芹澤もあとともにゲスト出演。
- オレたちゴチャ・まぜっ!〜集まれヤンヤン〜（2023年4月22日 - 2024年4月13日、MBSラジオ） - ヤンヤンガールズ15期生としてレギュラー出演。
  - 「ヤンヤンガールズ、トップを目指せのコーナー」で4回優勝 - 2023年9月17日「なりきりインタビュー（大喜利）」、2023年10月29日「ことわざセクシーボイス選手権」、2023年12月3日「カードPK合戦」、2024年3月10日「愚痴愚痴トーナメント」
  - ヤンヤンガールズ総選挙 第5位
- ラジオiNEWS（2023年6月1日、ラジオNIKKEI） - ukkaのメンバー葵るりとともにゲスト出演[25]。
- MラジMusicTreasures 第三部（2024年3月28日深夜、MBSラジオ） - 真下華穂、みなもとあさひとともに出演。
- もしかしてどぶろっくだけど（2024年4月27日、ラジオ福島ほか）

### ネット配信
- リナイトジャパン（2022年8月 - 、スタコミュ） - 自身が企画するラジオ番組
  - スタコミュAWARDにおいて、第1回「ベストクリエイター部門」、第2回「スタッフから推され部門」、第3回「最多配信部門」にノミネート
- 柚姫の部屋 第164回（2022年9月5日、YouTube） - 茜空とともにゲスト出演。
- SHAKE UP WALLOP（2022年10月6日 - 12月22日、WALLOP放送局） - 毎週木曜日にレギュラー出演
- 川上アキラのひとりふんどしGirl（2024年2月5日 - 2024年10月、テレ朝動画） - 毎月第1週メインMCを担当

### イベント
- 渋谷LOFT9 アイドル倶楽部 vol.37（2023年2月21日、渋谷LOFT9）
- SASUKEアイドル予選会 ー出場権争奪バトルー（2024年10月7日、柏市中央体育館） - ビーチフラッグ種目で優勝するなど総合2位の成績を収め、TBS系『KUNOICHI』の出場権を獲得
- STARDUST PARTY 2024（2024年11月22日-23日、横浜BUNTAI） - MBTI別ユニット（ISTJ管理者型）としてソロで「DREAMER」（TEAM SHACHI）を、選抜ユニット 待つことが苦手組。として「待つことが苦手になりました」を披露した
- SASUKEアイドル予選会2025 ー出場権争奪バトルー（2025年8月13日、LaLa arena TOKYO-BAY）[26]
- @JAM EXPO 2025 supported by UP-T（2025年8月31日、横浜アリーナ） - @JAM ALLSTARS 2025に選抜され、グランドフィナーレにてテーマソング「夢の砂〜a theme of @ JAM〜」を歌唱する
- Plough Music LIVE ~Acoustic Night~（2025年9月21日、吉祥寺 STAR PINE'S CAFE） - ギター演奏も

### 舞台
- 東京やかんランド vol.4「新星組~幕末薬缶見廻隊~」（2023年12月5日、KANDA SQUARE HALL） - お琴 役で出演。2部制。
- くちびるに歌を（2024年6月6日 - 10日、あうるすぽっと）[27] - 松尾マナミ 役
- あの空はキミの中〜Play ball, never cry!〜（2025年4月4日 - 7日、吉祥寺シアター） - 乃々果 役

### コラボレーション
- アパレルブランド「LIVERTINE AGE」とのコラボレーション（2025年）

## 書籍
- IDOL AND READ 032（2022年9月14日、シンコーミュージック） - グラビアと詳細なインタビューを掲載(p.158-173)[28][29]
- IDOL FILE Vol.28 Lolita&Gothic（2022年12月23日、シンコーミュージック） - グラビアを掲載
- Top Yell NEO 2023 SUMMER（2023年6月30日、竹書房） - インタビューを掲載

## 作品
- 待つことが苦手組。『待つことが苦手になりました』（2024年11月24日配信、作詞・作曲：和ぬか） - STARDUST PARTY 2024のユニットに選抜
- Imgramox Music『心拍数#0822 covered by 結城りな』（2024年12月11日配信、オリジナル：蝶々P） - ボカロ楽曲のソロカバー
- MystiE『Candy rock Girl』（2025年7月9日配信） - TEAM ROCKとして茜空と結成したユニット「MystiE（ミスティー）」の配信シングル